# NGC 440
NGC 440 is een spiraalvormig sterrenstelsel in het sterrenbeeld Toekan. Het hemelobject ligt ongeveer 214 miljoen lichtjaar (65,7×106 parsec) van de Aarde verwijderd en werd op 27 september 1834 ontdekt door de Britse astronoom John Herschel.

## Synoniemen
- PGC 4361
- ESO 113-25
- AM 0110-583